# سواوکوو
سواوکوو (به لهستانی:  Sławków) یک منطقهٔ مسکونی در لهستان است که در شهرستان بنجن واقع شده‌است. سواوکوو ۳۶٫۶ کیلومتر مربع مساحت و ۷٬۱۲۴ نفر جمعیت دارد.

## خواهرخوانده
شهر سلاوکوف و برنا خواهرخواندهٔ سواوکوو هست.